# بومار (آلاباما)
بومار (به انگلیسی: Bomar) یک منطقهٔ مسکونی در ایالات متحده آمریکا است که در شهرستان چروکی، آلاباما واقع شده‌است. بومار ۱۷۳٫۱۳ متر بالاتر از سطح دریا قرار دارد.